# Bahía de Magdalena
La bahía Magdalena es una bahía de 50 km de largo a lo largo de la costa occidental del estado mexicano de Baja California Sur. La bahía está protegida del océano Pacífico por las barreras de las islas arenosas de Magdalena y Santa Margarita.
Esta bahía es especialmente conocida por la migración estacional de la ballena gris de California que viene aquí durante el invierno a aparearse. La bahía también es popular por fines comerciales y deportivos como la pesca. Cerca de los manglares y pantanos se encuentran varios santuarios de aves marinas. Forma parte de la red hemisférica de reservas para aves playeras como sitio de categoría regional. La bahía incluye el pequeño puerto pesquero de San Carlos, así como Puerto López Mateos, que proporciona un buen lugar para observar las ballenas. 
En 1908, una flota estadounidense de 16 acorazados en un crucero alrededor del mundo, la Gran Flota Blanca, se detuvo en la bahía y llevó a cabo la práctica de artillería. 
En 1912, Japón trató de comprar el puerto de México. El libro de Barbara Wertheim Tuchman, El telegrama Zimmerman, menciona que tanto el káiser alemán como el emperador japonés trataban de utilizar esta bahía, y quizás la bahía Ballena, para fines militares antes de la Primera Guerra Mundial.

## Pesca
En forma conjunta la pesca en la bahía de Magdalena y su vecina la bahía de Almejas representa casi el 30 % de la producción pesquera total de México, siendo esta una de las zonas más importantes para la pesca ribereña e industrial. Sus amplios manglares permiten el establecimiento de un ecosistema que permite el desarrollo de numerosas especies dentro de la cadena alimenticia marina. 
En esta zona la captura es de unas 50 000 toneladas al año de sardinas y 20 000 toneladas al año de picudos y túnidos, marlín, y pez espada. La pesca ribereña se concentra en la captura de almejas, camarón azul y camarón café, jaiba, lenguado, lisa, botete, corvinas y mero.